# Ашуре
Ашуре́ (тур. Aşure), или Ноев пудинг, Десерт Ноя) — блюдо турецкой, греческой,  армянской, болгарской кухни, десертная каша, которая состоит из зёрен, бобов, фруктов, сухофруктов и орехов. В Турции её подают круглый год, но особенно во время Мухаррама, первого месяца исламского календаря.
Ашуре является одним из немногих турецких десертов, которые не содержат продуктов животного происхождения. В большинстве случаев это веганский рецепт, и это один из самых известных и популярных веганских десертов в турецкой кухне, хотя встречаются и рецепты с молоком, молочными продуктами. Сегодня готовую смесь для приготовления ашуре можно найти в продаже. Её заваривают и дополняют нарезанными свежими фруктами. Готовый десерт напоминает густой сладкий кисель со злаками и кусочками фруктов, фруктовый суп или пудинг.

## Этимология
Слово «ашуре» происходит от арабского عاشوراء 'Āshūrā, что означает «десятый».
В турецкой традиции это блюдо готовится в основном 10-го числа мухаррама или Ашура, а также после 10-го числа мухаррама в исламском лунном календаре. У шиитов он известен как день траура, так как в этот день происходит поминовение шиитских мучеников, прежде всего, Хусейна ибн Али; у суннитов это день добровольного поста в знак благодарности Аллаху за спасение пророка Мусы (Моисея) и сынов Исраила от войск фараона. Эвлия Челеби определяет ашуре в своей путевой книге: «Ашуре — это каша (аш), которую следует готовить на десятый день Мухаррама».
Также по-турецки Ash (Aş) означает смешанную кашу. Слово происходит от персидского слова «ашур», означающего смешивание.

## История и традиции
По легенде, когда Ноев ковчег остановился на горе Арарат, семья Ноя решила отпраздновать это событие особым блюдом. Поскольку их запасы были почти исчерпаны, было приготовлено вместе всё, что осталось: в основном зерно, сухофрукты и т. п. В турецких семьях в память об этом событии готовят ашуре и разносят бедным, а также соседям, друзьям и родственникам.
Ашура важный день в мусульманском году, соответствует иудейскому «Дню искупления» или Йом-кипур, и отмечается мусульманами всего мира в честь пророка Моисея. Десятый день Мухаррема, Ашура, также знаменует собой завершение битвы при Кербеле и является особым днём шиитского ислама. Среди турецких и балканских суфиев (особенно Бекташи) ашуре готовится с особыми молитвами за здоровье, исцеление, безопасность, успех и духовное питание.
Ашуре является атрибутом верования многих культур, как исламских, так и доисламских, и поэтому готовятся в память о многих духовных событиях, которые, как полагают, произошли в этот день; например:
- Пророк Адам был принят Богом из-за его покаяния.
- Ноев ковчег закончил свой путь с выжившими пассажирами.
- Народ Израиля был освобождён из плена, когда море разделилось, а армия фараона была уничтожена.
- Иисус вознёсся на небеса и т. д.[13].
- Мученичество Хусейна ибн Али.

Армянская версия называется анушапур, иногда это фруктовый суп из кураги, армяне подают его на Рождество и в канун Нового года. Это блюдо — важная часть новогоднего стола, его часто украшают сухофруктами, орехами и гранатами.

## Приготовление
Считается, что ашуре готовили и ели в холодные месяцы года из-за калорийности блюда, но теперь[когда?] его едят круглый год.
У ашуре нет единого рецепта, они варьируются в зависимости от региона и семьи.
Традиционно блюдо содержит как минимум семь ингредиентов. При этом, есть мнение, что нужно использовать как минимум десять ингредиентов, в соответствии с темой «десятый», в то время как алевиты всегда используют двенадцать. Среди них пшеница, ячмень, рис, белая фасоль, нут, сахар (или другой подсластитель, например, меласса, полученная из винограда), финики, гранаты, сухофрукты (из яблок, абрикосов, смородины, фиников, инжира, груш, изюма) и орехи (миндаль, фундук и грецкие). Также многие кулинары добавляют апельсиновую и лимонную цедру. Как и семена аниса, кунжута, кедровые орехи, семена чёрного тмина, чернослив махалеб, ядра граната, фисташки, кардамон, корицу, гвоздику, мускатный орех и душистый перец. Некоторые вариации приправляют анисовым ликёром, розовой водой и/или водой апельсинового цвета. Зёрна и бобовые замачивают, а потом отваривают и смешивают с сухофруктами и фруктами. Разливают по пиалам, формочкам, хранят в прохладном месте.